# Vossloh Euro 4000
Bei den EURO 4000 handelt es sich um dieselelektrische Lokomotiven, die Stadler Rail (bis 2015: Vossloh) im Werk Albuixech bei Valencia in Spanien produzierte.

## Geschichte
Die EURO 4000 wurde in enger Kooperation mit dem amerikanischen Unternehmen Electro-Motive Diesel Inc. zu einer Zeit entwickelt, als das spanische Werk noch zu Alstom gehörte. Als Vossloh dieses Werk im Jahr 2004 kaufte, war die Lokomotive praktisch fertig entwickelt. Ähnlichkeiten in Technik und teils Optik zu älteren Alstom-Produkten wie JT 42BW, JT 42CW oder JT 42HW-HS sind unübersehbar.
Es wurden zwei unterschiedliche Versionen der EURO 4000 für den Personen- und den Güterverkehr konzipiert. Die Personenzugvariante kann eine Höchstgeschwindigkeit von 160 km/h erreichen. Die Lokomotive weist eine Dienstmasse von 123 Tonnen und eine Achslast von 20,5 Tonnen auf. Gebaut wurde bislang nur die Güterverkehrsversion.
In Spanien werden die Lokomotiven als Baureihe 335 geführt, in Schweden werden sie mit T68 bezeichnet, in Portugal, wo sie von Captrain Portugal eingesetzt werden, als Baureihe 6001.
Neben der Euro 4000 gibt es auch einen als Euro 3000 bezeichneten Typ mit 2390 kW und lediglich vier Achsen, der eine Höchstgeschwindigkeit von 200 km/h erreicht. Die zwischen 2006 und 2008 28 gebauten Lokomotiven dieses Typs, in Spanien als Baureihe 334 eingeordnet, entstanden unter Verwendung von Teilen der Renfe-Baureihen 333.0 und 319.3. Vossloh übernahm zu diesem Zweck von Renfe 28 alte Lokomotiven, von welchen die Zugbeeinflussungseinrichtungen, die Hauptgeneratoren und die Lichtmaschinen weiter verwendet wurden. Die Euro 3000 kommen im Personenverkehr auf der Strecke Madrid – Murcia zum Einsatz. Weitere 15 dieser Loks wurden ab 2012 an Israel Railways (ISR) geliefert. Beide Typen wurden 2006 auf der InnoTrans vorgestellt.

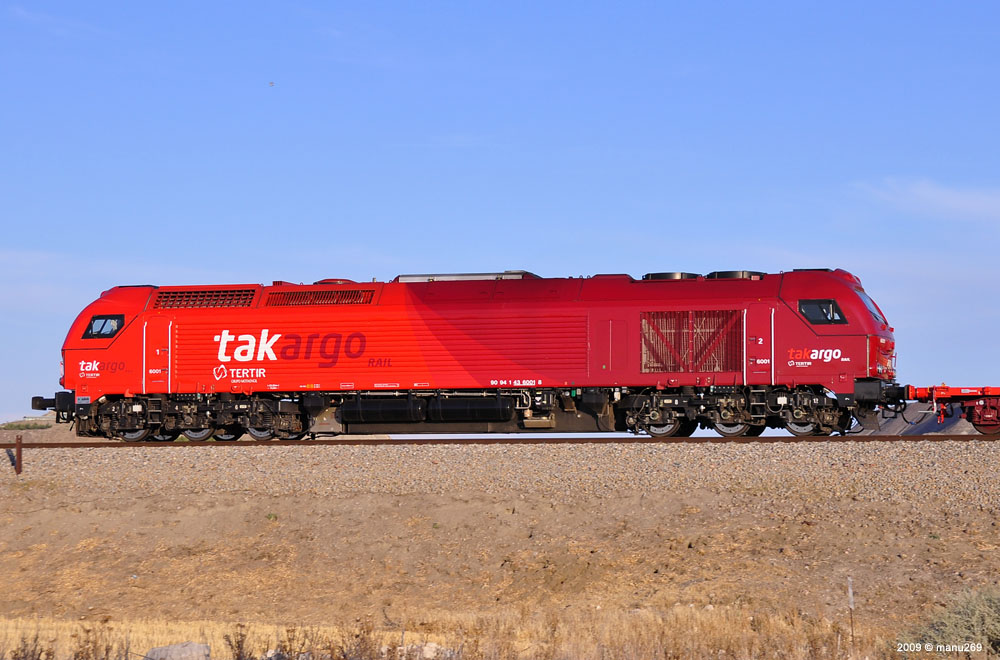
Vossloh Euro 4000 mit iberischer Spurweite im Einsatz bei Takargo Rail

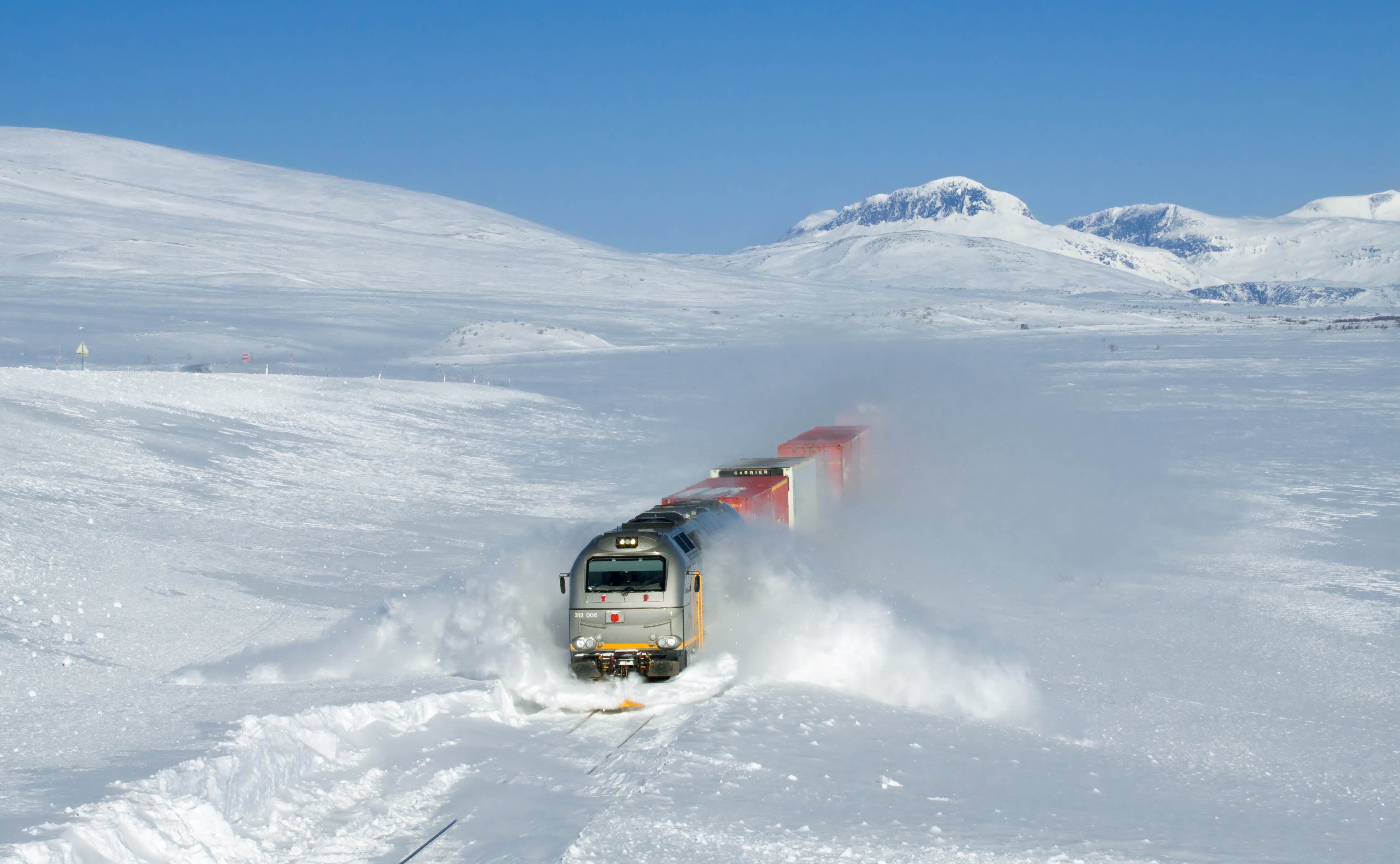
Di 12 der CargoNet im Wintereinsatz in Norwegen

Die erste Euro 4000 wurde 2006 gebaut und in Vossloh-Lackierung auf der InnoTrans ausgestellt. Danach erfolgten einige Tests auf verschiedenen deutschen Strecken, bevor die Lokomotive wieder zurück nach Spanien überführt und später an Angel Trains Cargo (ATC) geliefert wurde. Sie erhielt im Juli 2008 ihre Zulassung für das spanische Netz. Ebenfalls 2008 erfolgte die Zulassung für Schweden. Zulassungsfahrten für Deutschland, Belgien und Frankreich begannen 2009. Die Zulassung für Frankreich durch die Etablissement Public de Sécurité Ferroviaire (EPSF) erfolgte am 1. Februar 2010.
Bis Ende 2011 wurden rund 50 Lokomotiven in acht Länder geliefert. Am 29. Januar 2015 gab Vossloh España Bestellungen aus Frankreich für zwölf Euro 4000 bekannt. Laut Vossloh waren damit mehr als 130 Lokomotiven verkauft worden.
2015 verkaufte Vossloh sein spanisches Lokomotivengeschäft inklusive des Werks in Valencia an Stadler Rail, seitdem wurde die Bauart als Stadler EURO 4000 vertrieben.
Rahmen und Drehgestelle der Euro 4000 flossen in die Entwicklung der Stadler Eurodual ein. Mittlerweile wird die Nachfolgebaureihe Stadler Euro 4001 gefertigt.

## Technik
Die Lokomotive wird von einem V16-Zweitaktdieselmotor des Typs EMD 16-710 G3C-U2 angetrieben. Mit einer Tankkapazität von 7000 Litern haben die Lokomotiven eine Reichweite bis zu 2000 Kilometern. Der Einsatz in Mehrfachtraktion ist möglich.

## Einsatz
Das Leasingunternehmen Angel Trains International bestellte 18 dieser Loks mit Breitspurdrehgestellen für den spanischen Markt und 12 für den Einsatz in Deutschland, Belgien und Frankreich. Später wurde die Bestellung modifiziert und insgesamt 24 Breitspurlokomotiven geliefert. Die ersten Lokomotiven in D/B/F-Ausstattung gingen stattdessen an das Leasingunternehmen Beacon Rail, das damals der japanischen Mitsubishi Financial Group gehörte und seit 2017 zu JPMorgan Chase. Dieses Unternehmen hatte bereits zuvor sechs Lokomotiven für den Einsatz in Norwegen bestellt. Voies Ferrées Locales et Industrielles, ein Tochterunternehmen der SNCF, bestellte sechs Lokomotiven über Beacon Rail, die ersten Lokomotiven sind seit 2012 im Einsatz.
Der erste private Anbieter in Portugal, Takargo Rail, bestellte 2008 bei Vossloh 14 Lokomotiven für den grenzüberschreitenden Verkehr Portugal – Spanien.
Neben Spanien und Portugal werden die Euro 4000 im Güterverkehr in den Ländern Frankreich, Belgien, Deutschland, Schweden (RCT T68) und Norwegen (CD 312) eingesetzt. 2011 erfolgte die erste Bestellung und Lieferung nach Israel.

## Afro 4000
Zwanzig als AFRO 4000 bezeichnete Lokomotiven mit Kapspurdrehgestellen, angepassten Kupplungen und Saugluftbremse sollten ab 2015 an die Passenger Rail Agency of South Africa (PRASA) in Südafrika geliefert werden. Sieben der 13 tatsächlich gelieferten Lokomotiven wurden 2019 im Rahmen einer Versteigerung zu einem Bruchteil des Neupreises an das Unternehmen Traxtion abgegeben. Diese wurden umlackiert und bei sechs Lokomotiven die Bremsanlage umgerüstet. Sie werden von Calabash Freight geleast und sollen zwischen Sambia und Tansania im Güterverkehr eingesetzt werden.